# مایکل باکلی
مایکل باکلی (انگلیسی: Michael Buckley (author)؛ زادهٔ ۱۶ اوت ۱۹۶۹) یک نویسنده داستان‌های کودکان اهل ایالات متحده آمریکا است.